# ラーニング・コモンズ

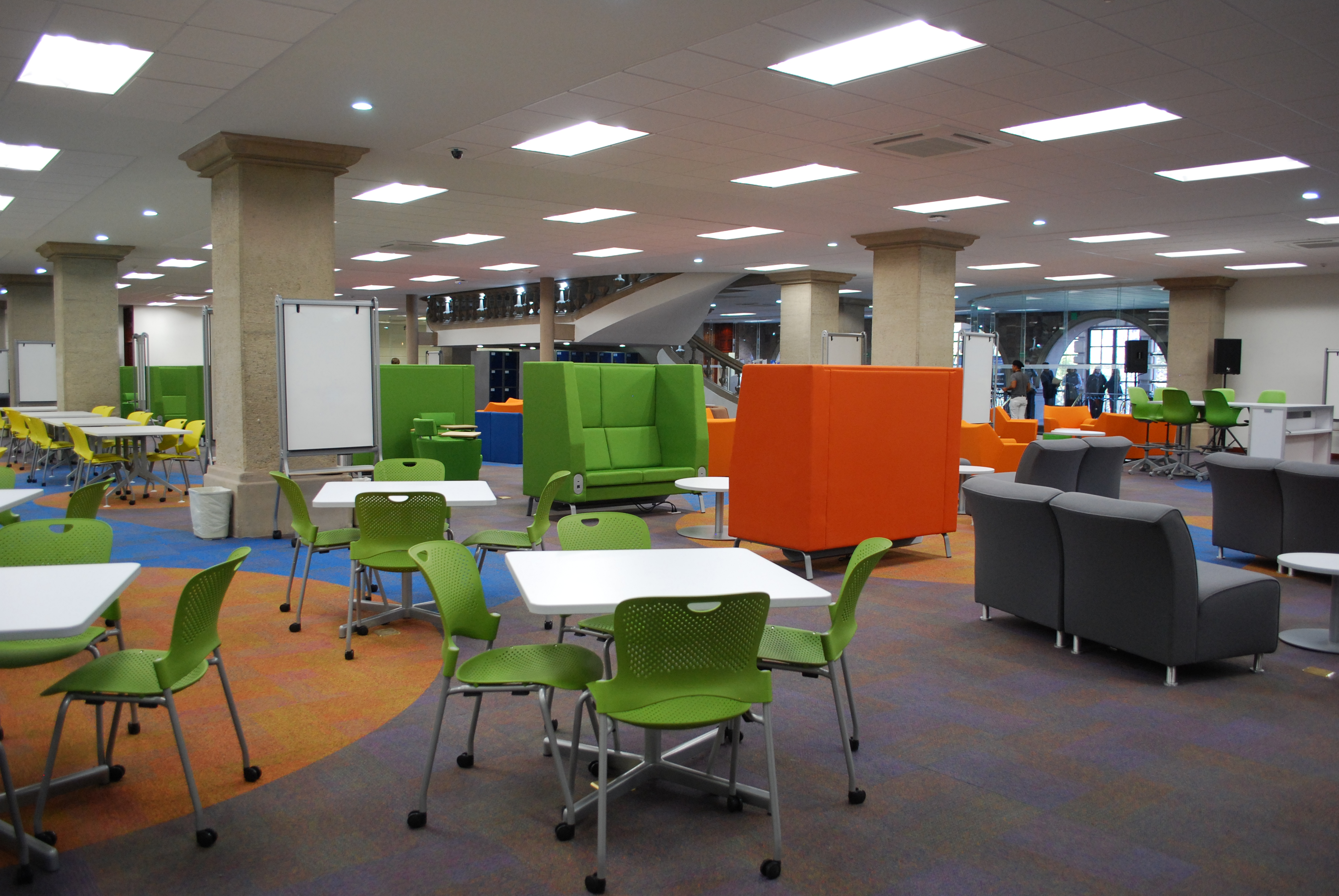
ラーニング・コモンズの例

ラーニング・コモンズ（英語: Learning commons）とは、学生の学習支援を意図して大学図書館に設けられた場所や施設。
具体的には、情報通信環境が整い、自習やグループ学習用の家具や設備が用意され、相談係がいる開放的な学習空間を言う。
飲食コーナーが敷設されていたり、図書館外に設置されたりしている例もある。

## Donald Beagleによる枠組み
ラーニング・コモンズの領域として、Donald Beagleは、2004年に南カリフォルニア大学により開催された、全米会議「インフォメーション・コモンズ：教室を越える学習スペース」における報告 ”From Information Commons to Learning Commons” の中で、変化の類型学に基づく、発展的な枠組みを示した。
その枠組みは、図書館の変化のタイプを投影した四象限図である。
- 第一象限は印刷物だけでなく種々の情報資源の統合や連携に重点がある。
- 第二象限は大学全体の優先課題にあわせて図書館のサービスを変更させていく段階に進む。（具体的には、電子資源アクセスとともに一揃いのプロダクティビティ・ソフトウェアが備わり、オーサリング・ツール等の図書館員の支援が得られる図書館内のコンピュータ・ラボなど）
- 第三象限は上記の働きに加えて他の組織（ファカルティ・ディベロップメント・センターやティーチング・センターなど）との協働を行う段階であり、サービスの広がりと深度は図書館を超えたものとなっていく。
- 第四象限は大学全体の指針やカリキュラムの改訂などの改革と連動していく段階となる。

第二象限までは、取り組まれるサービスの内容の広がりと深度が、図書館の範囲にあり、インフォメーション・コモンズの領域であり、図書館の範囲を超えるか超えないかの第二象限と第三象限の間が、インフォメーション・コモンズとラーニング・コモンズの境界である。

## 歴史と発展

### インフォメーション・コモンズ
ラーニング・コモンズは、それらがまだよく「インフォメーション・コモンズ」と呼ばれていた1990年代から、アメリカなどいろんな国の大学図書館で発展してきている。
2つの早い例がアイオワ大学のInformation Arcade（1992）と南カリフォルニア大学のインフォメーション・コモンズ（1994）であった。
1999年にDonald Beagleはその存在を「大学図書館のサービス提供の新しいモデル」と述べ、サービスの目的が「情報検索から知識の創造」（＝「ワンストップショッピング」と称され、IT企業のプランニングを応用した戦略的な位置取りやマネジメントの方法を応用したものである） まで渡っていることにそのモデルの特徴があるという考えを提起し、促進されていく可能性があると述べている。
2004年には、ラーニング・コモンズという用語が多く使われるようになり、南カリフォルニア大学が、全米会議「インフォメーション・コモンズ：教室を越える学習スペース」を開催された。
報告書ではインフォメーション・コモンズを図書館中心のものとして定義している。インターネットへのアクセスポイントの集合体であり、学習支援の一部として、物理的、仮想的、社会的な文脈でITツールが関連づけられている。

### インフォメーション・コモンズからラーニング・コモンズへ
ラーニング・コモンズは、大学図書館の学習支援空間として見たとき、インフォメーション・コモンズよりもさらに前にさかのぼることが可能である。北米の大学図書館の学習支援空間の最初はインフォメーション・コモンズやラーニング・コモンズではなく、学習図書館である。
学習図書館とは、主として学部学生を対象とした図書のコレクションや人的サービスを提供する学習支援空間である。1950年代より発展したが、財政難等を理由に衰退した。
ただ、学習支援空間へのニーズがなくなったわけではなく、ICTの急激な発達とともに新しい学習支援空間が生まれた。それが1990年代に生まれたインフォメーション・コモンズである。20世紀後半は高等教育機関の厳しい財政状況や学生の多様化があり、高等教育の実質化と評価の流れが加速した時でもある。学生の学習成果を実質的に担保するために改めて大学図書館の学習支援空間の重要性が再評価された。
インフォメーション・コモンズは学習教授理論の転換を受けて発展する。学習教授理論は知識の伝達を焦点とした伝統的学習モデルから、情報を解釈し知識を創造する構成主義的学習モデルへと変わってきている。大学図書館に求められるものも当然変わり、共同学習の行えるような空間も求められるようになった。インフォメーション・コモンズは学習支援により特化されるようになり、ラーニング・コモンズが誕生した。

### ラーニング・コモンズの発展
ラーニング・コモンズはずっと同じものとしてあるわけではない。1990年代の後半に誕生してから、何百ものラーニング・コモンズが、ウェブ2.0テクノロジーと図書館や図書館員の役割の絶え間ない進化に反応して、発展し変わってきている。
ブログやソーシャルネットワーキングサイト、動画共有サイト、ウェブアプリケーションのようなウェブ2.0テクノロジーは情報の交換や入手の方法に劇的な影響を与えている。ラーニング・コモンズはこれらのテクノロジーを考慮にいれて、新しい2.0の利用者や学生にできる限り最良のサービスを提供しようとするなかで取り組まれているものと位置づけられる。
高等教育機関において、ラーニング・コモンズ進展している理由として、大学図書館がキャンパス内の良い立地を確保していることが挙げられる。冊子体の蔵書を取り除くことによって、スペースを使えるようにしてきている図書館が多くある。他のサービス部門と協力することで、相乗的にサービスが学生の支援の中で発展していくことができる。
ラーニング・コモンズは発展していくうちに、もはや図書館のみで運営されるものではなくなってきた。「ラーニング・コモンズの資源は他の学部教育・研究に関わる部署による学習戦略と協働」もしくは、「協働プロセスを通じて定義された学習成果と結びつく」ようになってきている。
これらの定義は、イェール大学の図書館員であるScott Benettによって、後に採用され詳しく述べられている。

## 日本における認識

### 概念の導入
2005年にミネアポリスで開催された大学・研究図書館協会の全米会議で「インフォメーション・コモンズからラーニング・コモンズへ」というテーマ設定のセッションが行われ、米澤誠は2006年にこの会議を論文の中で取り上げ、ラーニング・コモンズの概念を初めて日本に紹介した。
その時点での日本における学部教育は、学習理論が「知識の伝達」から「知識の創出・自主的学習」へ移行したのを受けてパラダイム転換が生じつつあった。授業で教員から教わるといった知識の理解だけでなく、学生が自主的に問題解決を行い，自分の知見を加えて発信するという学習活動全般の支援を図書館は求められるようになった。
加えて、ネットが普及し、教員や大学院生は研究室環境で充足するようになった。その結果、サービス対象とするべきは学生ということが鮮明になっていた。図書館の利用者層である学生は1980年以降に登場したネット世代である。図書館はネット世代の学生の学習・生活行動様式に合った施設・設備を備えることも求められつつあった。こうした変化のなかで、ラーニング・コモンズは日本の高等教育機関において受け入れられた。
ラーニング・コモンズの概念が日本に取り入れられると、欧米の大学図書館の事例を基にした説明がなされるようになった。ラーニング・コモンズは大学の使命に十分に対応できるようにインフォメーション・コモンズの発展形として米国で設計されたものであるからである。そのため、永田治樹も前記したBeagleの“From Information Commons to Learning Commons”で使われた枠組みを使用し、インフォメーション・コモンズからラーニング・コモンズへの移行を説明している。

### 日本独自の発展
日本におけるラーニング・コモンズ理解は米国での考え方をほぼ踏襲する形となっているが、実際には日本特有の文脈で展開されている。
大学教育において日米間では次の4つの大きな違いがある。
- 1つ目は大学進学率と中退率の差である。日本では学生が中退することは例外的であるため学習支援の必要性が可視化されにくい。
- 2つ目は大学に設置されている学習支援組織の差である。日本の大学は米国と違い、学習支援組織がまったくないことや少ないことが多い。ラーニング・コモンズで学習支援を始めたとなると、学習支援の役割をすべて図書館が請け負うことになる。
- 3つ目は学習支援組織を支える仕組みの差である。日本には組織的な人材養成の仕組みが存在しない。図書館職員が学習支援の仕組みを1から考える必要があり、結果として学習支援について十分な検討ができない状況になっている。
- 4つ目はインフォメーション・コモンズの不在である。日本には米国のようなインフォメーション・コモンズは存在しておらず、情報の加工や発信をサポートする自律的な学習の場としての空間構成は行われてこなかった。日本においてラーニング・コモンズと呼ばれている施設の多くが、実質的にインフォメーション・コモンズとして機能しているというねじれ現象が起きているという指摘がある[6]。

日本においては以上のような違いを考慮して、日本型のラーニング・コモンズや学習支援の在り方を考えるときに来ているという指摘がある。
- 1つ目は学習コミュニティの構成である。日本のラーニング・コモンズで行われている学習支援の中心はチュータリングである。一定のニーズがあるが、多くの学習者を巻き込むことは難しい。日本においては、学習の文脈を作るためにも自主的な学習コミュニティへの支援が重要になってくる。
- 2つ目はキャリアや社会との接続である。ほとんどの日本の大学には就職支援に関連してキャリアや社会との接続を担当している組織が設置されている、このような組織と連携してキャリアと学習をつなげていく拠点として、ラーニング・コモンズを位置づけていくことは現実的な解になりうる。
- 3つ目は教員の連携と学内プロジェクト化である。日本の大学には学習支援組織が十分に設置されていないため、ラーニング・コモンズがライティングセンターや教授学習センターの役割をはたさなければならないケースが出てくる。それを乗り越えるためには、理解ある教員を巻き込んでいく必要がある。
- 4つ目は学習支援に関する情報交換の場である。日本のラーニング・コモンズの動きは始まったばかりであり、学習支援の課題について十分に情報を交換できる場がほとんど存在しない。学習の専門家を交えて討論できる場が必要である。

## 日本における現状と事例

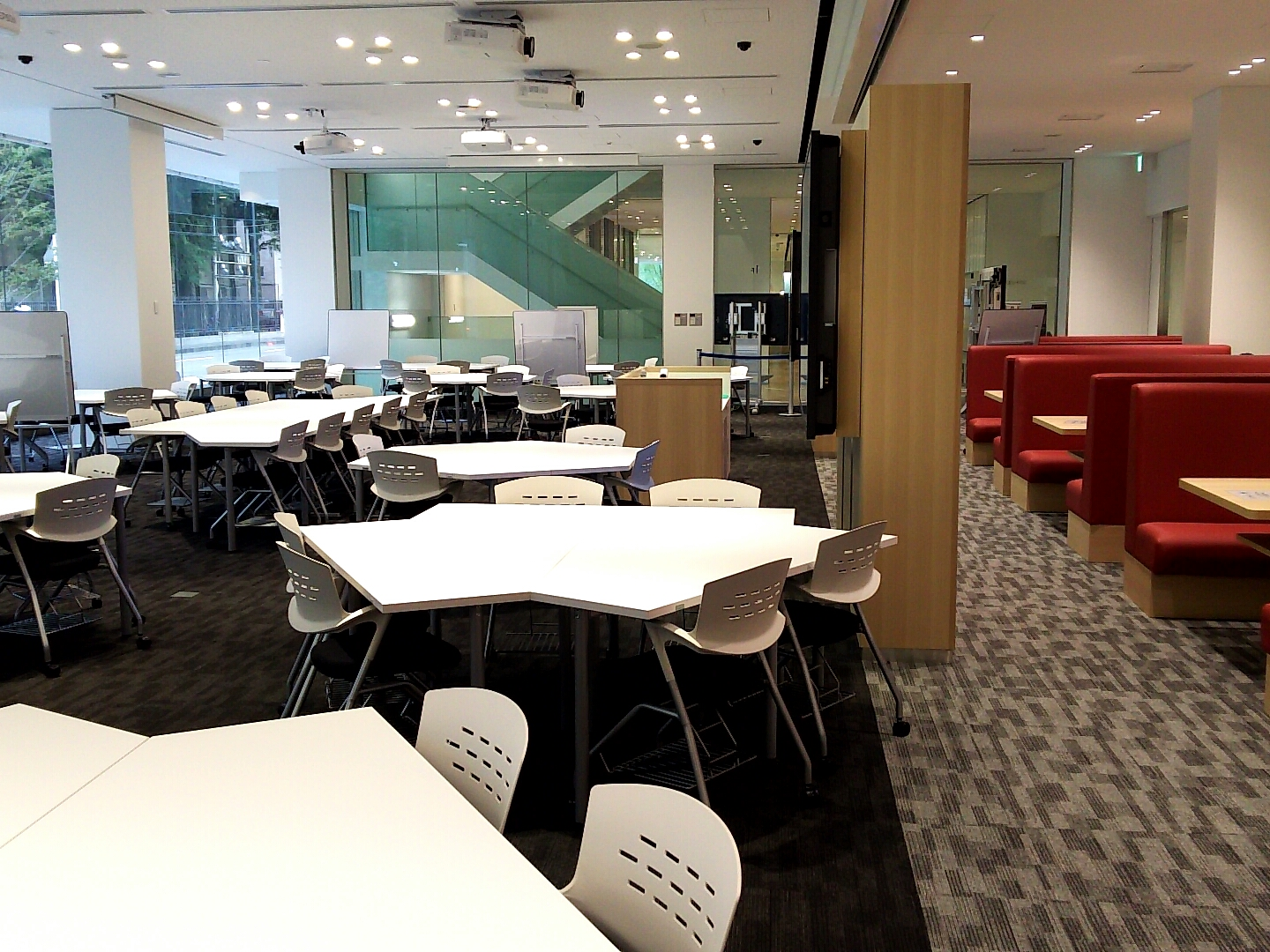
可動式机とファミレス風の座席

特徴的な設備（ホワイトボード・可動机）

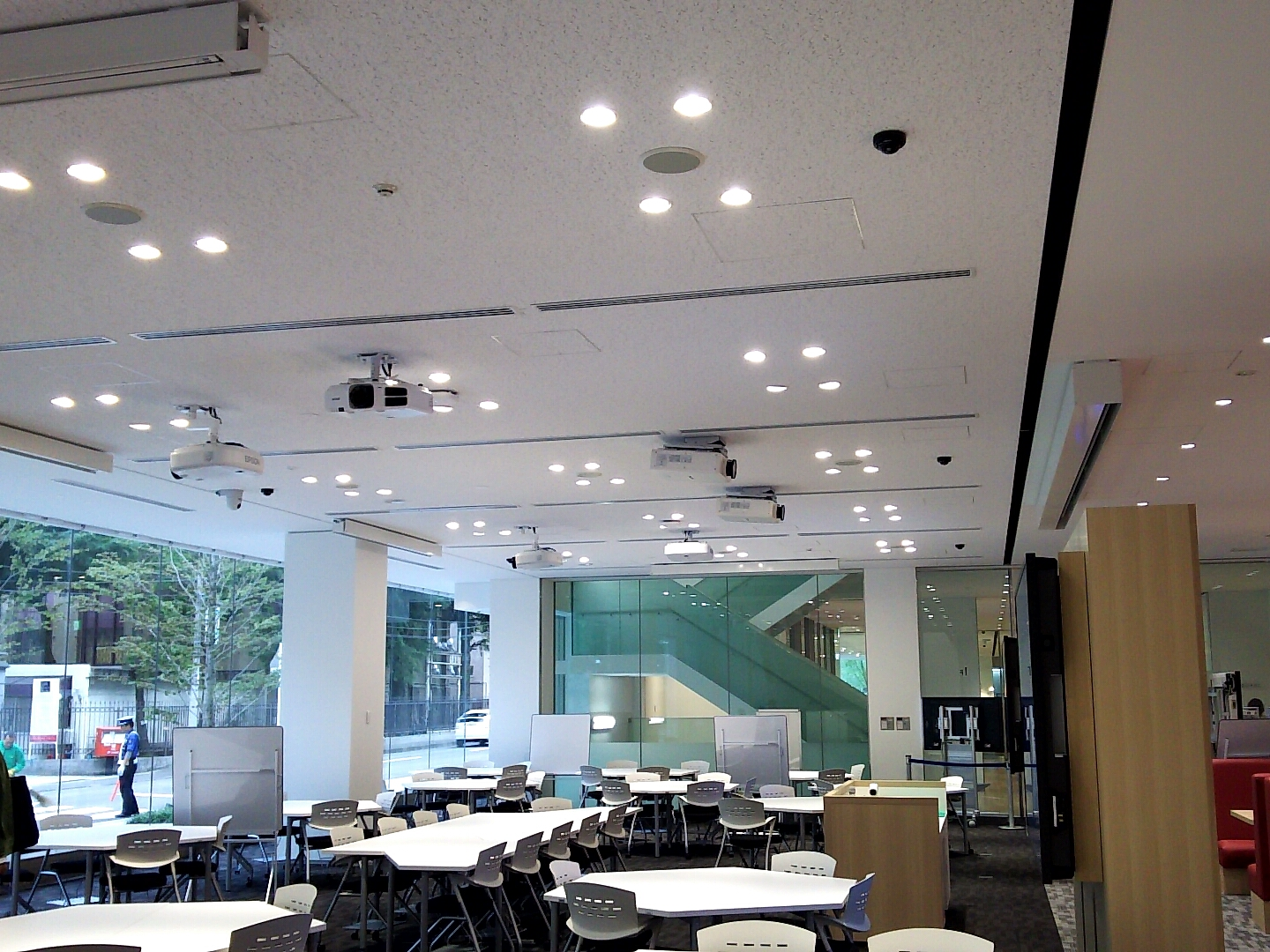
プレゼンテーション用設備

2011年当時、ラーニング・コモンズを設置している高等教育機関は94館であった。機関種別で見ると、四年制大学等が80館、短期大学が7館、高等専門学校が7館である。別の調査では119館あったという調査もある。それなりの数のラーニング・コモンズが国内に存在しているが、その内実は多様である。
日本のラーニング・コモンズの先駆事例としては、国際基督教大学のミルドレッド・トップ・オスマー図書館やお茶の水女子大学のラーニング・コモンズがある。国際基督教大学のオスマー図書館は2000年に開館し、オープンスペースのスタディ・エリアに120台の学習用PC，3つのグループ学習室、マルチメディア教室を備えている。地下の自動化書庫以外には書架はなく、学生に対する学習スペースの提供を主たるサービス機能としている。お茶の水女子大学も2006年に完成したラーニング・コモンズで先駆例として取り上げられている。「21世紀型文理融合リベラルアーツ」を支える学生のための共同コミュニケーションスペースとして、図書館1階の南側スペースに設置された。採光を配慮した開放的で明るいスペースに、学生用パソコン約50台を配置している。
2010年以降では、千葉大学のアカデミック・リンクや同志社大学のラーニング・コモンズがある。アカデミック・リンクとは、千葉大学が実践している図書館機能をベースにした新しい学習環境のコンセプトである。研究開発機能を担う「アカデミック・リンセンター」（附属図書館，総合メディア基盤センター（現：統合情報センター），普遍教育センターが協力して設置）と実際にサービスを提供する「附属図書館」が中核となって推進している。2012年にはグッドデザイン賞に選ばれているなど、新しい学習環境の構築として注目されている。同志社大学のラーニング・コモンズは交流と相互啓発の場である「クリエイティブ・コモンズ」（2F）と、アカデミックスキルの育成の場である「リサーチ・コモンズ」（3F）からなる。約2,550㎡という、ラーニング・コモンズとしては日本最大級の空間である。新しい学びを支援するラーニング・コモンズとして取り上げられている。
また獨協大学において2017年1月に完成予定の「50周年記念館」もラーニング・コモンズをコンセプトとしている。
大学図書館の外にあるラーニング・コモンズの事例もある。大正大学はその一例で、7号館の2階にラーニングコモンズと呼ばれる空間が設置されている。インターネットが利用できるパソコン、プレゼンテーションの練習ができるプロジェクタ、自由に移動できるホワイトボード、学習関連の図書（レポートの書き方、プレゼン方法、パソコン関連、留学関連等）といった、大学の学習に必要なツールが用意されている。